# Клое Аш
Клое Аш (фр. Cloé Hache, 11 грудня 1997) — французька плавчиня.
Учасниця Олімпійських Ігор 2016 року.